# كأس النرويج 2011
كأس النرويج 2011 (بالنرويجية: Norgesmesterskapet i fotball for menn 2011)‏ هو موسم من كأس النرويج. أقيم بتاريخ 2011، وفاز فيه نادي أوليسوند.